# The Hyperglot
 (avril 2017).
Si vous disposez d'ouvrages ou d'articles de référence ou si vous connaissez des sites web de qualité traitant du thème abordé ici, merci de compléter l'article en donnant les références utiles à sa vérifiabilité et en les liant à la section « Notes et références ».

The Hyperglot est un court métrage romantique américain réalisée par Michael Urie, sorti en 2013.

## Synopsis
Malgré un talent inégalé pour la communication, Jake a du mal à parler aux femmes. Quand une situation impossible se présente, Jake ignore les signes et poursuit une chasse d'oie sauvage pour poursuivre sa quête d'amour. Est-ce la fin de la route pour Jake, ou va-t-il enfin comprendre comment parler à certains (sans même parler) ?

## Fiche technique
- Titre original : The Hyperglot
- Réalisation : Michael Urie
- Scénario : Michael Levi Harris
- Producteur : Meghan-Michele German, Evangel Fung et Ryan Spahn
- Producteur exécutif : Michael Levi Harris
- Musique : Jeff Beal
- Photographie : Ryan Mitchel
- Montage : Jim Mol
- Direction de casting : Michael Cassara
- Direction artistique : Dara Wishingrad
- Décors : Lucia Lettini
- Costumes : Lucia Lettini
- Langue : anglais, italien, russe, allemand
- Genres : romance
- Durée : 25 minutes
- Dates de sortie en salles : 2013

## Distribution
- Michael Levi Harris : Jake
- Tovah Feldshuh : Elaine